# Stockheim (Michelstadt)
Stockheim ist ein Stadtteil von Michelstadt im südhessischen Odenwaldkreis.

## Geografie
Das geschlossene Dorf mit regellosem Grundriss Stockheim liegt im Buntsandstein-Odenwald, ca. 1,1 km nordöstlich von Erbach und 1,2 km nördlich der Kernstadt. Das Gebiet des Stadtteils besteht aus der zweigeteilte Gemarkung Stockheim (Wald- und Wiesenstück westlich der Mümling und der Ortslage östlich der Mümling) mit einer Fläche von 101 Hektar, davon sind 39 Hektar Wald. Die Ortslage befindet sich auf 205 bis 278 m ü. NHN und der höchste Punkt der Gemarkung befindet sich mit 405 m an der südöstlichen Gemarkungsgrenze zu Dorf-Erbach. Die Gemarkung von Stockheim ist deutlich kleiner als die Gemarkungen aller anderen Michelstädter Stadtteile und überwiegend bebaut. Die Bebauung ist mit den benachbarten Ortslagen von Michelstadt, Erbach und Dorf-Erbach zusammengewachsen. 
Stockheim liegt am rechten, nordöstlichen Ufer des Erdbachs und grenzt im Norden an die Kernstadt Michelstadt und im Süden an die Kernstadt von Erbach. Durch Stockheim verläuft die Bundesstraße 47, die in der Kernstadt von der Bundesstraße 45 nach Osten abzweigt und weiter nach Amorbach verläuft.

## Geschichte

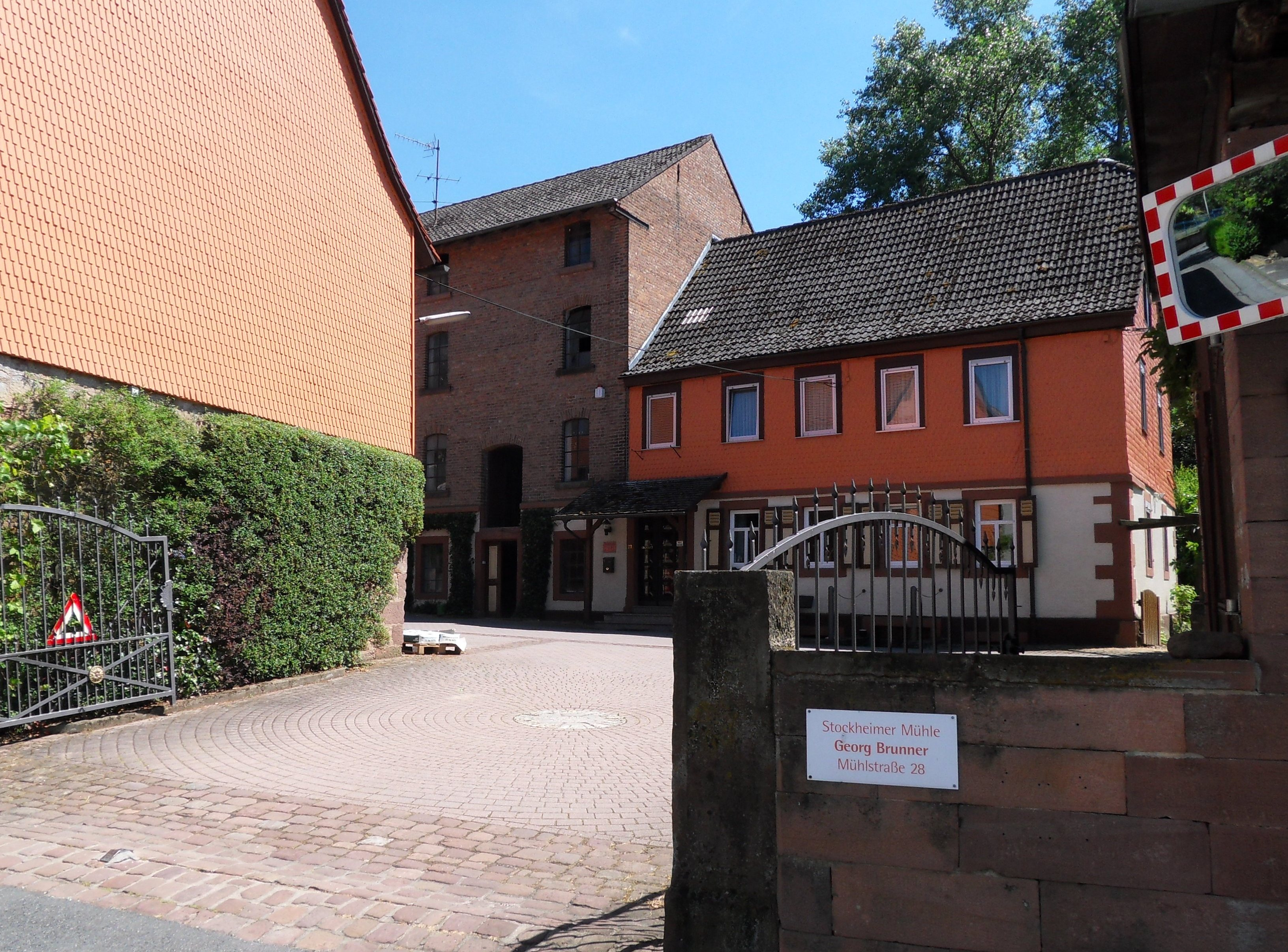
Stockheimer Mühle mit Toreinfahrt

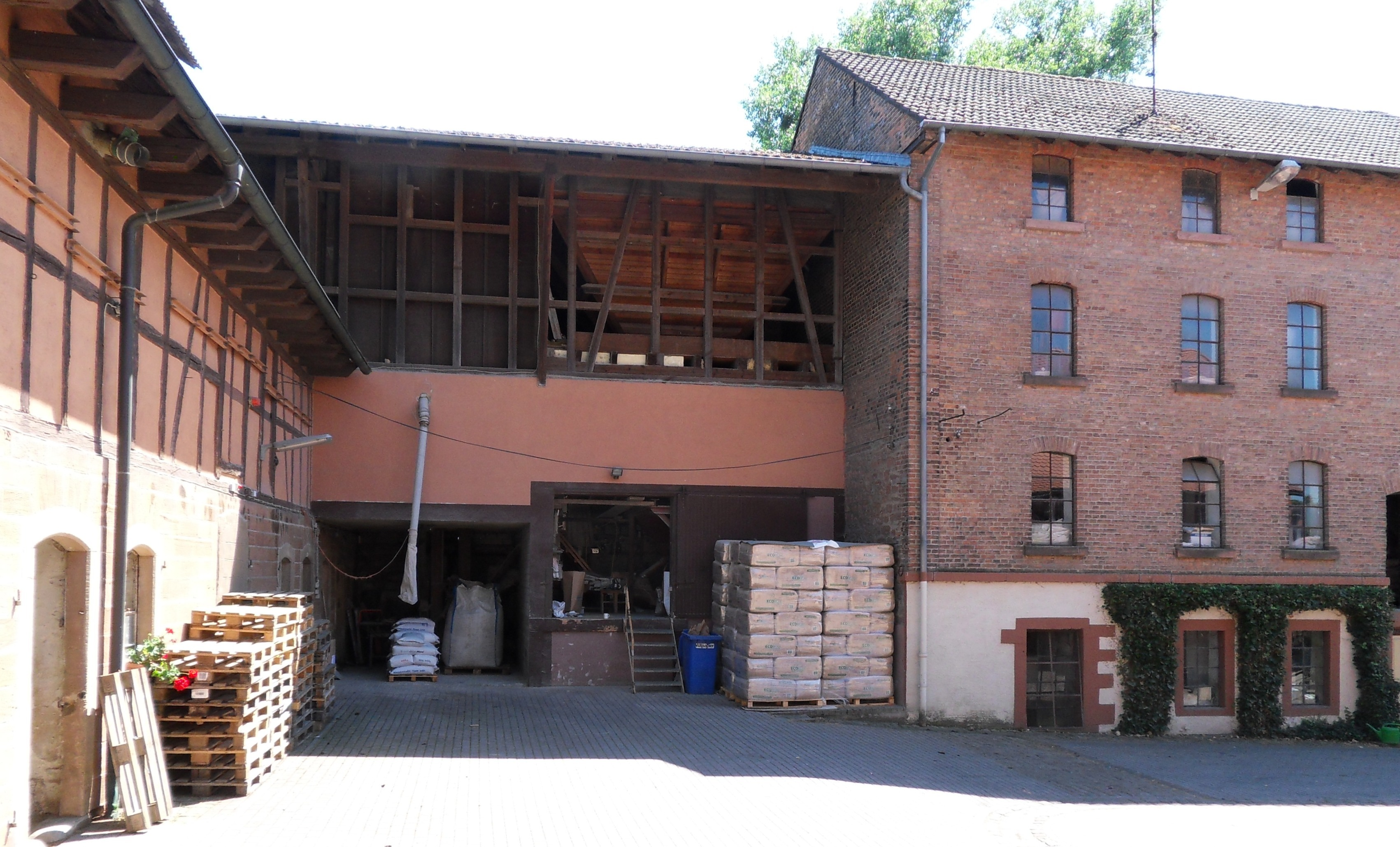
Stockheimer Mühle, Blick von Nordosten über den Hof auf die Mühlengebäude

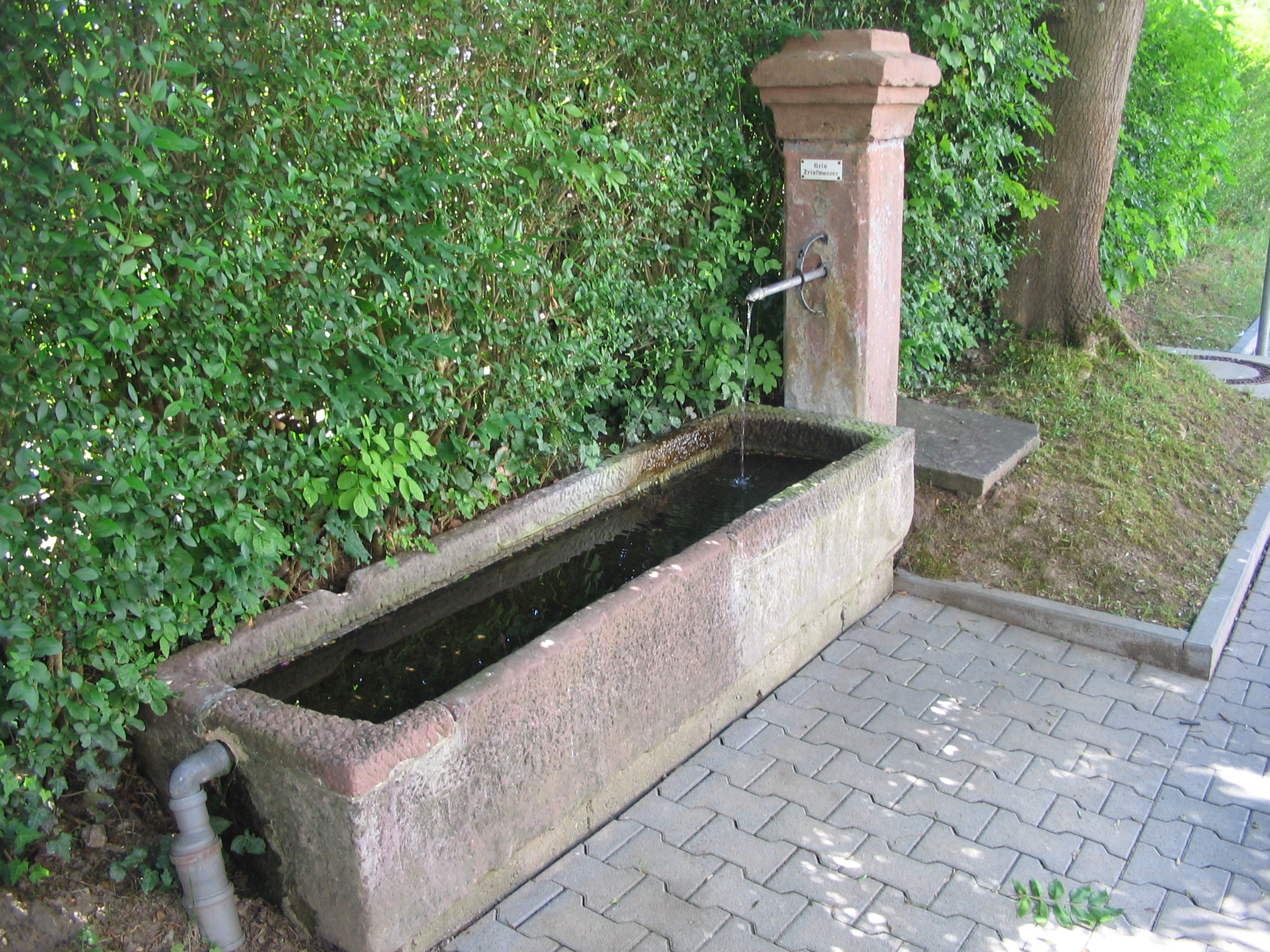
Dorfbrunnen

### Ortsgeschichte
Die älteste erhalten gebliebene urkundliche Erwähnung als Stocheim steht im Lorscher Codex und datiert von 1095. Darin geht es u. a. um eine am Erdbach gelegene Mühle, die für den Ort von zentraler Bedeutung war.
Stockheim gehörte zum Amt Michelstadt der Grafschaft Erbach-Fürstenau, die mit der Mediatisierung 1806 Teil des Großherzogtums Hessen wurde. Ab 1822 gehörte Stockheim zum Landratsbezirk Erbach, ab 1852 zum Kreis Erbach (ab 1939: „Landkreis Erbach“), der – mit leichten Grenzberichtigungen – seit 1972 Odenwaldkreis heißt. Zum 1. April 1971 schloss sich Stockheim anlässlich der Gebietsreform in Hessen freiwillig der Stadt Michelstadt an. Wie für jeden Michelstädter Stadtteil wurde ein Ortsbezirk mit Ortsbeirat und Ortsvorsteher nach der Hessischen Gemeindeordnung eingerichtet.
Bis zur Trennung der Rechtsprechung von der Verwaltung waren die Ämter neben der Verwaltung für die Rechtsprechung (meist Niedere Gerichtsbarkeit bzw. Erste Instanz) zuständig. Nach Auflösung des Amtes Michelstadt 1822 nahm die erstinstanzliche Rechtsprechung für Stockheim das Landgericht Michelstadt wahr, ab 1879 das Amtsgericht Michelstadt.
Ende des 19. Jahrhunderts entwickelte sich Stockheim zum Arbeiterwohnort der hier gelegenen Tuchfabrik Arzt.
1934 wurde eine Freiwillige Feuerwehr gegründet, die beim Großbrand der Firma Rexroth-Lynn 1937 ihre erste größere Bewährungsprobe zu bestehen hatte.
Hessische Gebietsreform (1970–1977)
Im Zuge der Gebietsreform in Hessen wurde die bis dahin selbständige Gemeinde Stockheim zum 1. Juli 1971 auf freiwilliger Basis in die Stadt Michelstadt eingemeindet. Für den Stockheim wurde, wie für die übrigen nach Michelstadt eingegliederten Gemeinden, ein Ortsbezirk eingerichtet.

### Verwaltungsgeschichte im Überblick
Die folgende Liste zeigt die Staaten und Verwaltungseinheiten, denen Stockheim angehört(e):
- vor 1718: Heiliges Römisches Reich, Grafschaft Erbach, Amt Michelstadt (Zent Michelstadt)
- ab 1718: Heiliges Römisches Reich, Grafschaft Erbach (Erbach-Fürstenauer Linie), Amt Michelstadt
- ab 1806: Großherzogtum Hessen (Souveränitätslande)[Anm. 2] Fürstentum Starkenburg, Amt Michelstadt (zur Standesherrschaft Erbach gehörig)
- ab 1815: Großherzogtum Hessen (Souveränitätslande), Provinz Starkenburg, Amt Michelstadt (zur Standesherrschaft Erbach gehörig)
- ab 1820: Großherzogtum Hessen, Provinz Starkenburg, standesherrliches Amt Michelstadt
- ab 1822: Großherzogtum Hessen, Provinz Starkenburg, Landratsbezirk Erbach[Anm. 3]
- ab 1848: Großherzogtum Hessen, Regierungsbezirk Erbach
- ab 1852: Großherzogtum Hessen, Provinz Starkenburg, Kreis Erbach
- ab 1871: Deutsches Reich, Großherzogtum Hessen, Provinz Starkenburg, Kreis Erbach
- ab 1918: Deutsches Reich, Volksstaat Hessen,[Anm. 4] Provinz Starkenburg, Kreis Erbach
- ab 1938: Deutsches Reich, Volksstaat Hessen, Landkreis Erbach[13][Anm. 5]
- ab 1945: Deutsches Reich, Amerikanische Besatzungszone,[Anm. 6] Groß-Hessen, Regierungsbezirk Darmstadt, Kreis Erbach
- ab 1946: Deutsches Reich, Amerikanische Besatzungszone, Hessen, Regierungsbezirk Darmstadt, Landkreis Erbach
- ab 1949: Bundesrepublik Deutschland, Hessen, Regierungsbezirk Darmstadt, Landkreis Erbach
- ab 1971: Bundesrepublik Deutschland, Hessen, Regierungsbezirk Darmstadt, Landkreis Erbach, Stadt Michelstadt
- ab 1972: Bundesrepublik Deutschland, Hessen, Regierungsbezirk Darmstadt, Odenwaldkreis, Stadt Michelstadt

## Bevölkerung
Einwohnerstruktur 2011
Nach den Erhebungen des Zensus 2011 lebten am Stichtag dem 9. Mai 2011 in Stockheim 1191 Einwohner. Darunter waren 105 (8,8 %) Ausländer.
Nach dem Lebensalter waren 180 Einwohner unter 18 Jahren, 489 zwischen 18 und 49, 276 zwischen 50 und 64 und 248 Einwohner waren älter. Die Einwohner lebten in 558 Haushalten. Davon waren 201 Singlehaushalte, 159 Paare ohne Kinder und 144 Paare mit Kindern, sowie 42 Alleinerziehende und 12 Wohngemeinschaften. In 123 Haushalten lebten ausschließlich Senioren und in 381 Haushaltungen lebten keine Senioren.
Einwohnerentwicklung
| Quelle: Historisches Ortslexikon |                                                                    |
| • 1522:                          | 11 wehrfähige Männer                                               |
| • 1623:                          | 16 Häuser mit 80 Einwohnern                                        |
| • 1961:                          | 417 evangelische (= 82,74 %), 66 katholische (= 13,10 %) Einwohner |

| Stockheim: Einwohnerzahlen von 1829 bis 2024 | Stockheim: Einwohnerzahlen von 1829 bis 2024 | Stockheim: Einwohnerzahlen von 1829 bis 2024 | Stockheim: Einwohnerzahlen von 1829 bis 2024 | Stockheim: Einwohnerzahlen von 1829 bis 2024 |
| --- | -------------------------------------------- | -------------------------------------------- | -------------------------------------------- | -------------------------------------------- |
| Jahr |                                              |                                              |                                              | Einwohner                                    |
| 1829 | 1829                                         |                                              | 215                                          | 215                                          |
| 1834 | 1834                                         |                                              | 185                                          | 185                                          |
| 1840 | 1840                                         |                                              | 204                                          | 204                                          |
| 1846 | 1846                                         |                                              | 225                                          | 225                                          |
| 1852 | 1852                                         |                                              | 228                                          | 228                                          |
| 1858 | 1858                                         |                                              | 209                                          | 209                                          |
| 1864 | 1864                                         |                                              | 236                                          | 236                                          |
| 1871 | 1871                                         |                                              | 250                                          | 250                                          |
| 1875 | 1875                                         |                                              | 253                                          | 253                                          |
| 1885 | 1885                                         |                                              | 271                                          | 271                                          |
| 1895 | 1895                                         |                                              | 247                                          | 247                                          |
| 1905 | 1905                                         |                                              | 374                                          | 374                                          |
| 1910 | 1910                                         |                                              | 391                                          | 391                                          |
| 1925 | 1925                                         |                                              | 410                                          | 410                                          |
| 1939 | 1939                                         |                                              | 444                                          | 444                                          |
| 1946 | 1946                                         |                                              | 545                                          | 545                                          |
| 1950 | 1950                                         |                                              | 531                                          | 531                                          |
| 1956 | 1956                                         |                                              | 510                                          | 510                                          |
| 1961 | 1961                                         |                                              | 504                                          | 504                                          |
| 1967 | 1967                                         |                                              | 545                                          | 545                                          |
| 1970 | 1970                                         |                                              | 649                                          | 649                                          |
| 1975 | 1975                                         |                                              | 561                                          | 561                                          |
| 1980 | 1980                                         |                                              | ?                                            | ?                                            |
| 1986 | 1986                                         |                                              | 974                                          | 974                                          |
| 1990 | 1990                                         |                                              | ?                                            | ?                                            |
| 2005 | 2005                                         |                                              | 1.419                                        | 1.419                                        |
| 2011 | 2011                                         |                                              | 1.191                                        | 1.191                                        |
| 2016 | 2016                                         |                                              | 1.275                                        | 1.275                                        |
| 2019 | 2019                                         |                                              | 1.334                                        | 1.334                                        |
| 2024 | 2024                                         |                                              | 1.355                                        | 1.355                                        |
| Datenquelle: Historisches Gemeindeverzeichnis für Hessen: Die Bevölkerung der Gemeinden 1834 bis 1967. Wiesbaden: Hessisches Statistisches Landesamt, 1968. Weitere Quellen: LAGIS; Stadt Michelstadt; Zensus 2011 |                                              |                                              |                                              |                                              |

## Politik
Ortsbeirat
Für Stockheim besteht ein Ortsbezirk (Gebiete der ehemaligen Gemeinde Stockheim) mit Ortsbeirat und Ortsvorsteher, nach Maßgabe der §§ 81 und 82 HGO und des Kommunalwahlgesetzes in der jeweils gültigen Fassung gebildet. Der Ortsbeirat besteht aus sieben Mitgliedern. Bei den Kommunalwahlen in Hessen 2021 betrug die Wahlbeteiligung zum Ortsbeirat Stockheim 51,88 %. Dabei wurden gewählt: vier Mithieder der CDU und drei Mitglieder der SPD. Der Ortsbeirat wählte Georg Walther (CDU) zum Ortsvorsteher.

## Kultur
Die Stockheimer Mühle ist eine noch immer funktionsfähige Getreidemühle. Sie soll schon im 8. oder 9. Jahrhundert bestanden haben und wäre damit eine der ältesten Mühlen im Odenwaldkreis, auch wenn die derzeit stehenden Gebäude kaum vor dem Jahr 1800 erbaut worden sind. Die Mühle steht unter Denkmalschutz, ebenso wie der in der Mühlstraße gelegene Dorfbrunnen.
Kulturdenkmäler
In der Liste der Kulturdenkmäler in Michelstadt  sind für Stockheim drei Kulturdenkmäler aufgeführt.

## Natur und Schutzgebiete

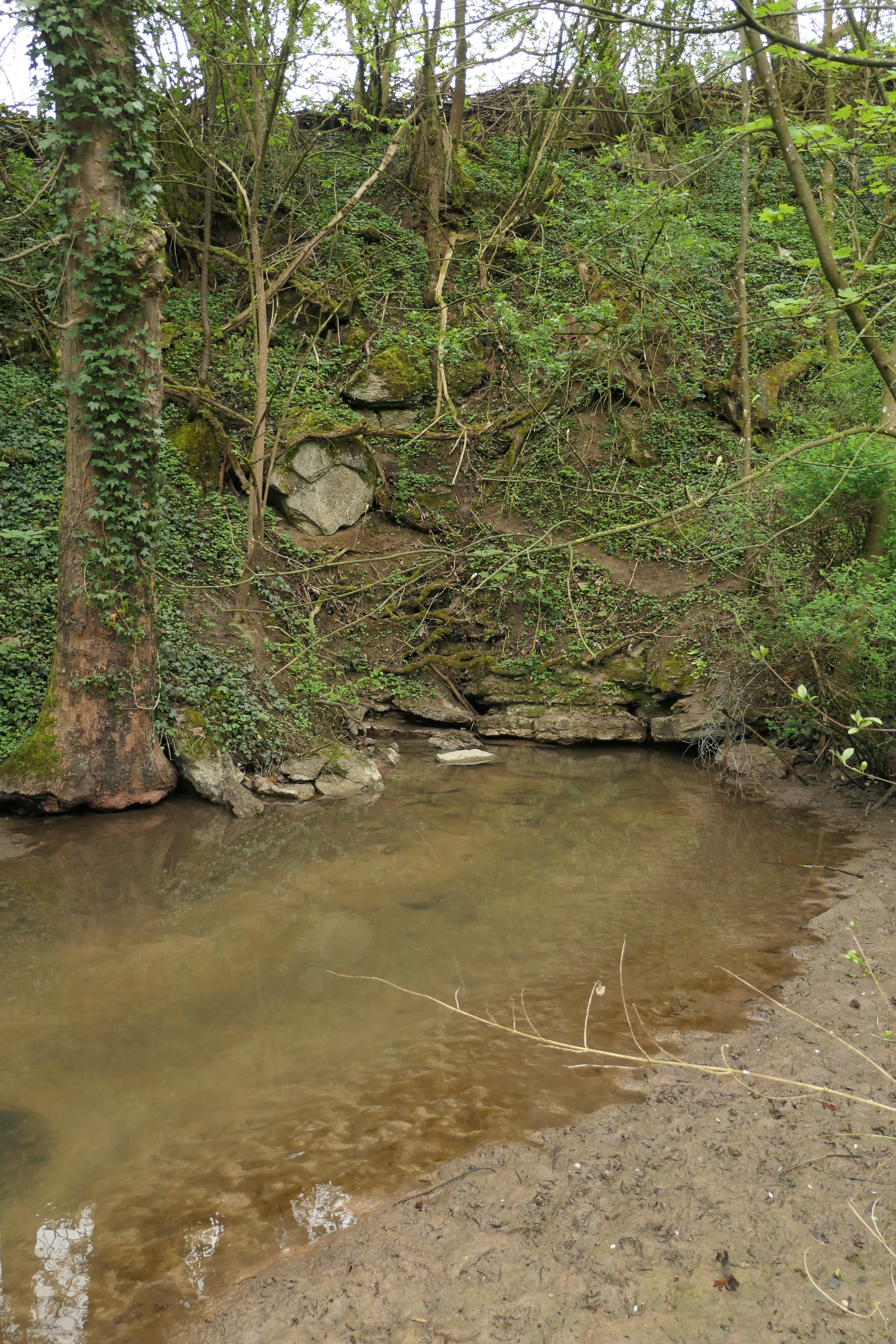
Naturdenkmal Erdbach-Austritt (2025)

Nahe der Stockheimer Mühle tritt der in Dorf-Erbach völlig versickerte Erdbach wieder zutage. Diese Karstquelle ist seit 1937 als geologisches Naturdenkmal „Erdbach-Austritt“ ausgewiesen. Zuvor hat der Bach die Erdbachhöhle bei Erbach passiert. Diese Karsthöhle ist seit 2008 als Natura-2000-Gebiet (FFH-Gebiet) geschützt.

## Verkehr
Stockheim liegt beiderseits der Bundesstraße 47, der Nibelungenstraße, die im Westen des Stockheimer Gebiets von der Bundesstraße 45 abzweigt und als Amorbacher Straße über das Jagdschloss Eulbach nach Amorbach im Osten führt.

## Persönlichkeiten
- Jakob Brunner (1853–1901), hessischer Landtagsabgeordneter, geboren in Stockheim